# ستيف توماس (سياسي)
ستيف توماس (بالإنجليزية: Steve Thomas)‏ هو سياسي أسترالي، ولد في 3 أكتوبر 1967 في أستراليا. حزبياً، نشط في الحزب الليبرالي الأسترالي. وقد انتخب عضو الجمعية التشريعية لأستراليا الغربية.